# Saint-Martin-sur-la-Chambre
Saint-Martin-sur-la-Chambre é uma comuna francesa na região administrativa de Auvérnia-Ródano-Alpes, no departamento de Saboia. Estende-se por uma área de 4,69 km². Em 2010 a comuna tinha 563 habitantes (densidade: 120 hab./km²).